# 음력 7월 7일
음력 7월 7일은 음력 7월의 7번째 날이다.

## 사건
- 346년 - 금관가야의 제 5대 왕 이시품왕이 보위에 오르다. (율리우스력 8월 10일)
- 2014년 - 중화인민공화국 장쑤성 쿤산 시의 한 금속공장에서 폭발이 발생해 65명이 사망하고 73명이 부상당하였다.

## 문화
- 2008년 - 한국어 위키백과의 문서가 7만개를 돌파했다.
- 2024년 - 수도권 전철 8호선 별내선 구간이 개통했다.

## 탄생
- 1365년 - 고려 우왕.
- 1907년 - 대한민국의 시인 신석정.

## 사망
- 346년 - 가락국의 제4대 왕 거질미왕.
- 2003년 - 대한민국의 기업인 정몽헌.

## 기념일, 연중행사
- 칠석: 대한민국
- 정인절(情人节): 중국

## 같이 보기
- 음력 360일: 1월 2월 3월 4월 5월 6월 7월 8월 9월 10월 11월 12월
- 전날:7월 6일 다음날:7월 8일 - 전달:6월 7일 다음달:8월 7일
- 양력:7월 7일
- 음력, 윤달